# Forua
Forua (Spaans: Fórua) is een gemeente in de Spaanse provincie Biskaje in de regio Baskenland met een oppervlakte van 8 km². Forua telt 934 inwoners (1 januari 2016).

## Demografische ontwikkeling
Bron: INE, 1857-2011: volkstellingen
Opm.: Van 1966 tot 1987 behoorde Forua tot de gemeente Gernika-Lumo
Abadiño · Abanto Zierbena · Ajangiz · Alonsotegi · Amorebieta-Etxano · Amoroto · Arakaldo · Arantzazu · Areatza · Arrankudiaga · Arratzu · Arrieta · Arrigorriaga · Artea · Artzentales · Atxondo · Aulesti · Bakio · Balmaseda · Barakaldo · Barrika · Basauri · Bedia · Berango · Bermeo · Berriatua · Berriz · Bilbao · Busturia · Derio · Dima · Durango · Ea · Elantxobe · Elorrio · Erandio · Ereño · Ermua · Errigoiti · Etxebarri · Etxebarria · Forua · Fruiz · Galdakao · Galdames · Gamiz-Fika · Garai · Gatika · Gautegiz Arteaga · Gernika-Lumo · Getxo · Gizaburuaga · Gordexola · Gorliz · Gueñes · Ibarrangelu · Igorre · Ispaster · Iurreta · Izurtza · Kortezubi · Lanestosa · Larrabetzu · Laukiz · Leioa · Lekeitio · Lemoa · Lemoiz · Lezama · Loiu · Mallabia · Markina-Xemein · Maruri-Jatabe · Mañaria · Mendata · Mendexa · Meñaka · Morga · Mundaka · Mungia · Munitibar-Arbatzegi Gerrikaitz · Murueta · Muskiz · Muxika · Nabarniz · Ondarroa · Urduña · Orozko · Ortuella · Otxandio · Plentzia · Portugalete · Santurtzi · Sestao · Sondika · Sopelana · Sopuerta · Sukarrieta · Trapagaran · Trucios-Turtzioz · Ubide · Ugao-Miraballes · Urduliz · Karrantza · Zaldibar · Zalla · Zamudio · Zaratamo · Zeanuri · Zeberio · Zierbena · Ziortza-Bolibar